# Manada

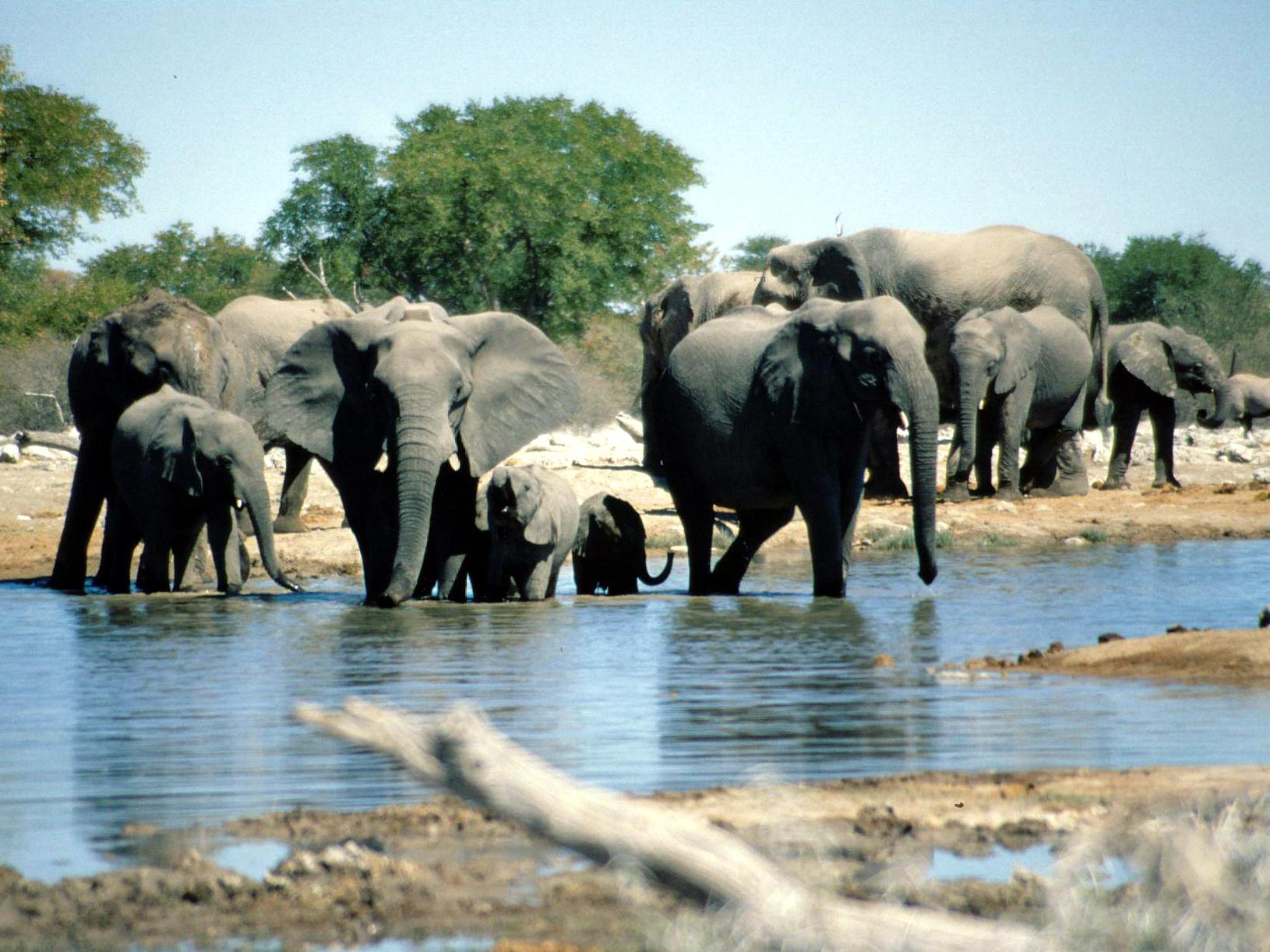
Um grupo de elefantes

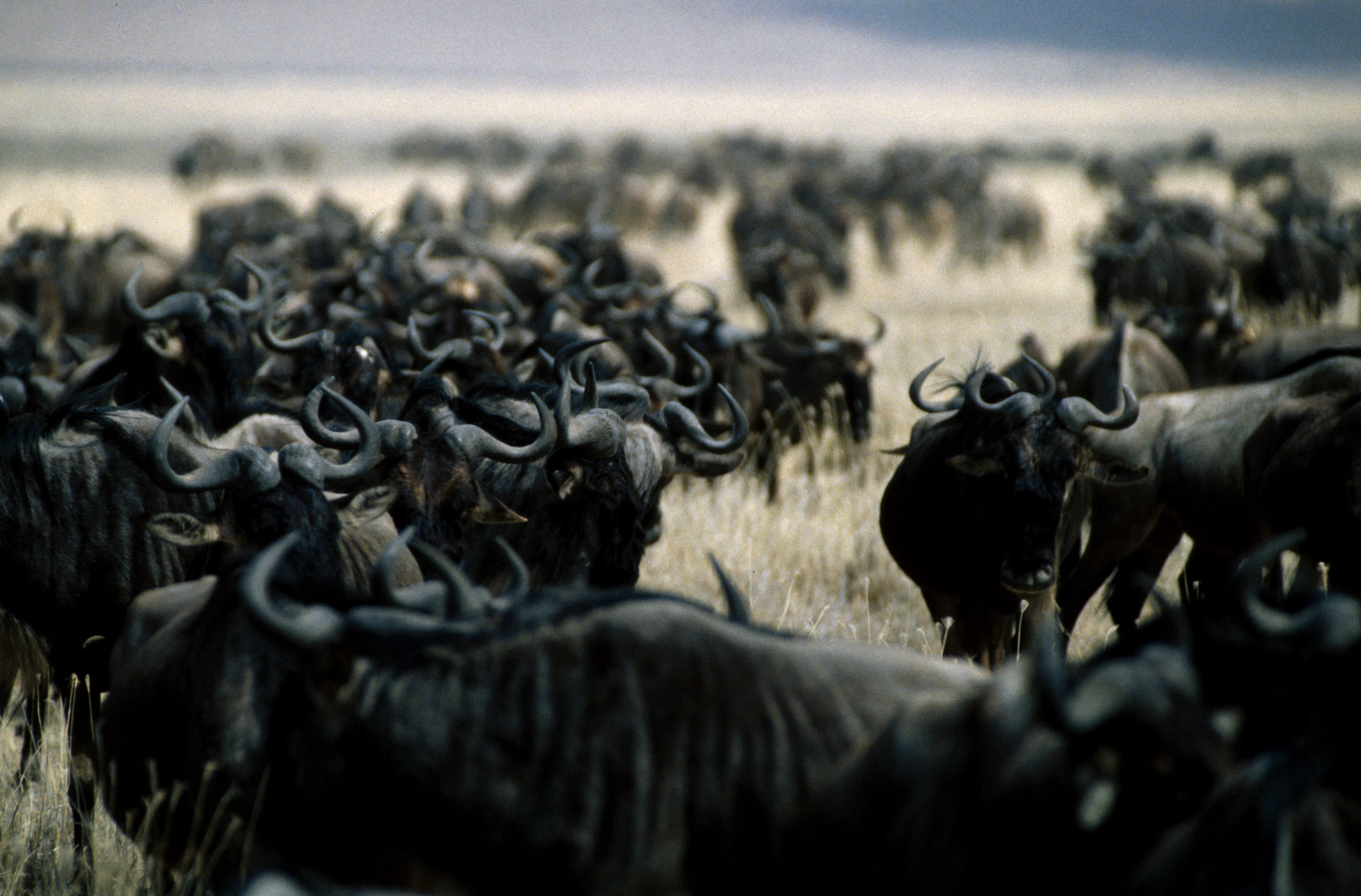
Uma manada de gnus

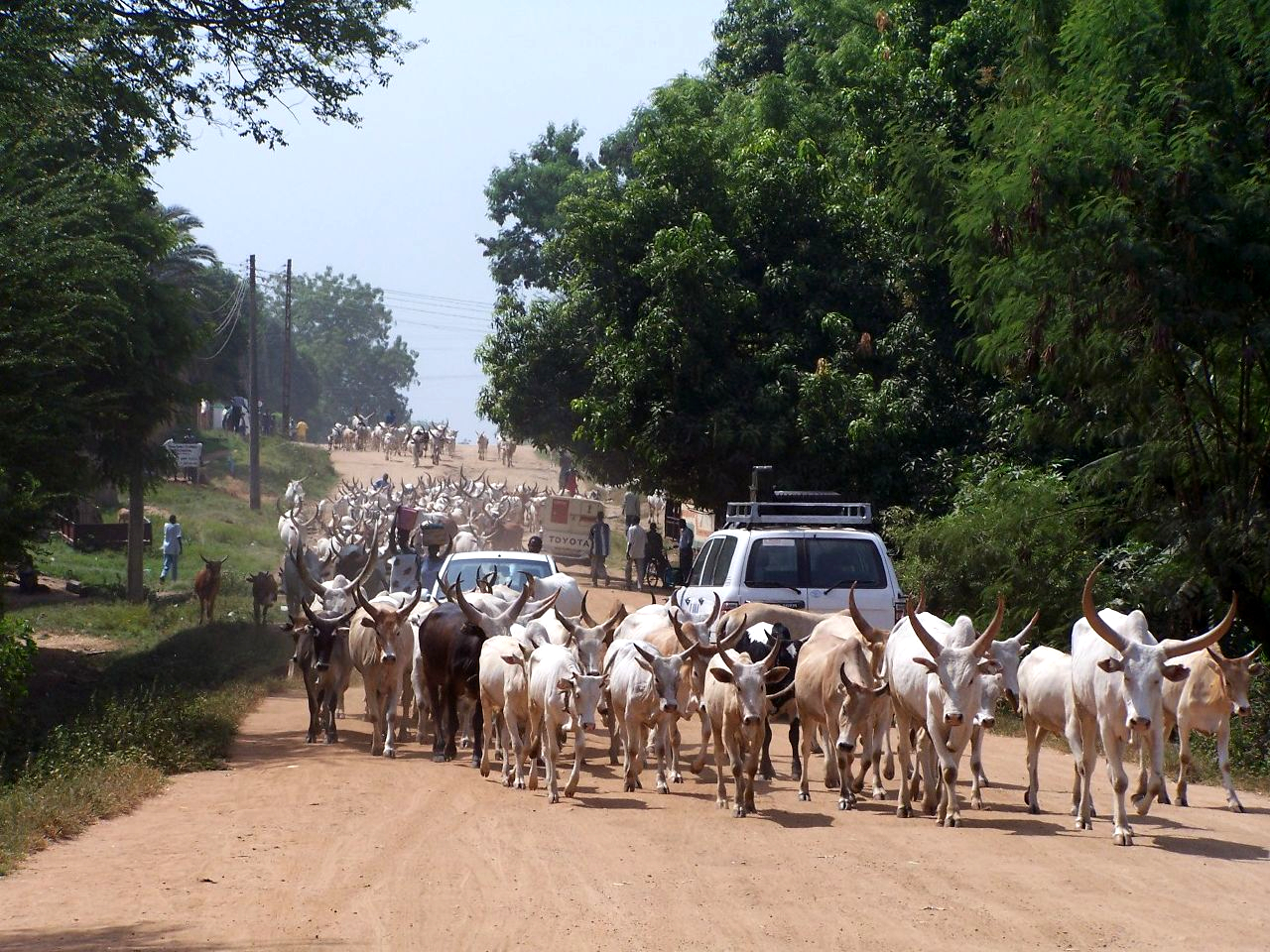
Uma manada de vacas em Juba, Sudão do Sul.

Uma manada, em etologia, zoologia e pecuária, é um conjunto de animais da mesma espécie que estão juntos ou que  vivem, alimentam-se ou deslocam-se juntos. Normalmente o termo refere-se a mamíferos em estado selvagem e a gado domesticado bovino, como vacas ou búfalos, existindo numerosos substantivos coletivos que variam consoante a espécie, como vara para porcos, rebanho para ovelhas, fato para cabras ou cáfila para camelos. Para outras classes usam-se exclusivamente termos distintos, como bando para aves ou cardume para peixes.
Grupos de animais apresentam grande interesse do ponto de vista científico, permitindo estudar o comportamento dos animais dentro de um grupo de indivíduos, assim como a sua atitude como grupo face às outras espécies. Um exemplo de aspecto que vem sendo frequentemente estudado é o caso dos búfalos e seus mecanismos e comportamentos de decisão em conjunto.
Além desse exemplo, outros comportamentos e padrões dignos de nota podem ocorrer em manadas de animais, como por exemplo os mecanismos de seleção de líderes da manada (frequentemente um macho alfa), ou os animais moverem-se sincronizadamente em uma mesma direção. Neste último caso, estudos indicam que tal comportamento muitas vezes é resultado de imitação ou são respostas comuns a estímulos externos.